# 新代田駅
新代田駅（しんだいたえき）は、東京都世田谷区代田五丁目にある、京王電鉄井の頭線の駅である。井の頭南管区所属。駅番号はIN06。

## 歴史
- 1933年（昭和8年）8月1日：帝都電鉄の代田二丁目駅（だいたにちょうめえき）として開設。
- 1940年（昭和15年）5月1日：小田原急行鉄道と合併、同社帝都線の駅となる。
- 1942年（昭和17年）5月1日：小田急電鉄が東京急行電鉄と合併（大東急）、同社井の頭線の駅となる。
- 1948年（昭和23年）6月1日：東急から京王帝都電鉄が分離、同社井の頭線の駅となる。
- 1966年（昭和41年）7月21日：新代田駅（しんだいたえき）に改称。
- 1995年（平成7年）8月：駅改良工事に伴い、エスカレーター・自動改札機新設。同時に駅舎改築[1]。
- 2010年（平成22年）：渋谷方ホームにエレベーター新設。

## 駅構造
相対式ホーム2面2線を有する地上駅。橋上駅舎を備える。ホームは掘割内にあり、駅上に環状七号線（環七通り）が通っているため、ホームの一部は道路下にある。改札口は環状七号線の道路沿いにある。
改札口とホーム間には車椅子対応エスカレーター・エレベーターが設置されている。トイレは1番線ホームにあり、ユニバーサルデザインの一環として「だれでもトイレ」が設置されている。

### のりば
| 番線 | 路線     | 方向 | 行先                               |
| ---- | -------- | ---- | ---------------------------------- |
| 1    | 井の頭線 | 下り | 明大前・永福町・久我山・吉祥寺方面 |
| 2    | 井の頭線 | 上り | 下北沢・渋谷方面                   |

## 利用状況
2024年度（令和6年度）の1日平均乗降人員は8,765人である。
近年の1日平均乗降・乗車人員の推移は以下の通り。
| 年度               | 1日平均 乗降人員 | 1日平均 乗車人員 | 出典              |
| ------------------ | ---------------- | ---------------- | ----------------- |
| 1933年（昭和08年） |                  | 1,257            | [ 東京府統計 1 ]  |
| 1934年（昭和09年） |                  | 1,512            | [ 東京府統計 2 ]  |
| 1935年（昭和10年） |                  | 1,961            | [ 東京府統計 3 ]  |
| 1955年（昭和30年） | 9,012            |                  |                   |
| 1956年（昭和31年） |                  | 4,459            | [ 東京都統計 1 ]  |
| 1957年（昭和32年） |                  | 4,675            | [ 東京都統計 2 ]  |
| 1958年（昭和33年） |                  | 4,778            | [ 東京都統計 3 ]  |
| 1959年（昭和34年） |                  | 4,788            | [ 東京都統計 4 ]  |
| 1960年（昭和35年） | 10,362           | 5,039            | [ 東京都統計 5 ]  |
| 1961年（昭和36年） | 11,062           | 5,414            | [ 東京都統計 6 ]  |
| 1962年（昭和37年） | 11,044           | 5,451            | [ 東京都統計 7 ]  |
| 1963年（昭和38年） | 10,838           | 5,332            | [ 東京都統計 8 ]  |
| 1964年（昭和39年） | 11,097           | 5,545            | [ 東京都統計 9 ]  |
| 1965年（昭和40年） | 11,961           | 6,106            | [ 東京都統計 10 ] |
| 1966年（昭和41年） | 12,271           | 6,231            | [ 東京都統計 11 ] |
| 1967年（昭和40年） | 12,558           | 6,375            | [ 東京都統計 12 ] |
| 1968年（昭和43年） | 12,567           | 6,393            | [ 東京都統計 13 ] |
| 1969年（昭和44年） | 12,630           | 6,374            | [ 東京都統計 14 ] |
| 1970年（昭和45年） | 12,490           | 6,225            | [ 東京都統計 15 ] |
| 1971年（昭和46年） |                  | 5,705            | [ 東京都統計 16 ] |
| 1972年（昭和47年） | 11,632           | 5,551            | [ 東京都統計 17 ] |
| 1973年（昭和48年） | 11,447           | 5,395            | [ 東京都統計 18 ] |
| 1974年（昭和49年） | 11,332           | 5,507            | [ 東京都統計 19 ] |
| 1975年（昭和50年） | 10,189           | 5,063            | [ 東京都統計 20 ] |
| 1976年（昭和51年） | 10,041           | 4,863            | [ 東京都統計 21 ] |
| 1977年（昭和52年） | 10,087           | 4,838            | [ 東京都統計 22 ] |
| 1978年（昭和53年） | 9,834            | 4,726            | [ 東京都統計 23 ] |
| 1979年（昭和54年） | 9,305            | 4,593            | [ 東京都統計 24 ] |
| 1980年（昭和55年） | 8,976            | 4,373            | [ 東京都統計 25 ] |
| 1981年（昭和56年） | 8,449            | 4,362            | [ 東京都統計 26 ] |
| 1982年（昭和57年） | 8,092            | 4,181            | [ 東京都統計 27 ] |
| 1983年（昭和58年） | 8,629            | 4,241            | [ 東京都統計 28 ] |
| 1984年（昭和59年） | 13,025           | 5,447            | [ 東京都統計 29 ] |
| 1985年（昭和60年） | 13,589           | 5,701            | [ 東京都統計 30 ] |
| 1986年（昭和61年） | 14,058           | 5,849            | [ 東京都統計 31 ] |
| 1987年（昭和62年） | 14,376           | 5,806            | [ 東京都統計 32 ] |
| 1988年（昭和63年） | 11,449           | 5,723            | [ 東京都統計 33 ] |
| 1989年（平成元年） | 11,297           | 5,658            | [ 東京都統計 34 ] |
| 1990年（平成02年） | 11,547           | 5,723            | [ 東京都統計 35 ] |
| 1991年（平成03年） | 11,595           | 5,762            | [ 東京都統計 36 ] |
| 1992年（平成04年） | 11,515           | 5,759            | [ 東京都統計 37 ] |
| 1993年（平成05年） | 11,340           | 5,677            | [ 東京都統計 38 ] |
| 1994年（平成06年） | 11,550           | 5,767            | [ 東京都統計 39 ] |
| 1995年（平成07年） | 11,657           | 5,844            | [ 東京都統計 40 ] |
| 1996年（平成08年） | 11,456           | 5,753            | [ 東京都統計 41 ] |
| 1997年（平成09年） | 11,037           | 5,570            | [ 東京都統計 42 ] |
| 1998年（平成10年） | 9,933            | 5,252            | [ 東京都統計 43 ] |
| 1999年（平成11年） | 9,159            | 4,566            | [ 東京都統計 44 ] |
| 2000年（平成12年） | 9,147            | 4,567            | [ 東京都統計 45 ] |
| 2001年（平成13年） | 9,010            | 4,479            | [ 東京都統計 46 ] |
| 2002年（平成14年） | 8,850            | 4,408            | [ 東京都統計 47 ] |
| 2003年（平成15年） | 8,817            | 4,388            | [ 東京都統計 48 ] |
| 2004年（平成16年） | 8,533            | 4,249            | [ 東京都統計 49 ] |
| 2005年（平成17年） | 8,551            | 4,285            | [ 東京都統計 50 ] |
| 2006年（平成18年） | 8,501            | 4,285            | [ 東京都統計 51 ] |
| 2007年（平成19年） | 8,360            | 4,290            | [ 東京都統計 52 ] |
| 2008年（平成20年） | 8,556            | 4,389            | [ 東京都統計 53 ] |
| 2009年（平成21年） | 8,526            | 4,373            | [ 東京都統計 54 ] |
| 2010年（平成22年） | 8,317            | 4,268            | [ 東京都統計 55 ] |
| 2011年（平成23年） | 8,288            | 4,260            | [ 東京都統計 56 ] |
| 2012年（平成24年） | 8,507            | 4,373            | [ 東京都統計 57 ] |
| 2013年（平成25年） | 8,859            | 4,559            | [ 東京都統計 58 ] |
| 2014年（平成26年） | 9,255            | 4,742            | [ 東京都統計 59 ] |
| 2015年（平成27年） | 9,589            | 4,899            | [ 東京都統計 60 ] |
| 2016年（平成28年） | 9,849            | 5,027            | [ 東京都統計 61 ] |
| 2017年（平成29年） | 9,835            | 5,011            | [ 東京都統計 62 ] |
| 2018年（平成30年） | 9,814            | 4,997            | [ 東京都統計 63 ] |
| 2019年（令和元年） | 9,619            | 4,885            | [ 東京都統計 64 ] |
| 2020年（令和02年） | 6,537            | 3,340            | [ 東京都統計 65 ] |
| 2021年（令和03年） | 7,316            |                  |                   |
| 2022年（令和04年） | 7,885            |                  |                   |
| 2023年（令和05年） | 8,395            |                  |                   |
| 2024年（令和06年） | 8,765            |                  |                   |

## 駅周辺
- 世田谷区代田区民センター
- 世田谷区立代田図書館
- 世田谷区役所 新代田まちづくり出張所
- 新代田駅前郵便局

### バス路線
環七通り上に新代田駅前停留所が設置されている。駅北側に「代田操車場」があり、バス折返しに使用される。以下の2路線はかつて宿91系統として直通しており、都営・東急共に共同運行協定を結んでいた。都営の折り返し系統は、宿73系統という別系統であった。
都営バス
- 宿91：新宿駅西口行・杉並車庫前行

東急バス
- 森91：大森操車所行（若林駅前・上馬・洗足駅入口・長原・馬込駅前・大森駅山王口経由）・若林交番行 入庫便で路線での車庫最寄であり、当停留所より回送される

## その他
当駅 - 小田急小田原線世田谷代田駅間には、東京急行電鉄（大東急）時代の戦争中 - 戦後にかけて連絡線（代田連絡線）が引かれていた。これは、空襲に伴い井の頭線電車が殆ど焼失したため、小田急線から電車を運び込むために急遽用意されたものである。連絡線撤去後もしばらくの間、当駅の下北沢駅寄りにあった分岐点付近に渡り線が放置されていた。その後は周辺の宅地造成が進み、廃線跡は残っていない。2000年代に世田谷代田駅付近にわずかに残っていた痕跡も、小田急線の複々線化工事に伴い消滅した。
長渕剛の楽曲「東京青春朝焼物語」（アルバム『JAPAN』収録）の最初の歌詞の部分で、当駅のことが歌われている（井の頭線で5つ目の駅とある）。長渕はデビューし上京して間も無い頃、当駅近くのアパートで暮らしていた。

## 隣の駅
京王電鉄
 井の頭線
■急行
通過
■各駅停車
下北沢駅 (IN05) - 新代田駅 (IN06) - 東松原駅 (IN07)